# Eucalyptus melanophloia
Espèce
Eucalyptus melanophloia (en anglais silver-leaved ironbark, litt. « écorce de fer à feuilles argentées ») est une espèce de plantes à fleurs de la famille des Myrtaceae. C'est un arbre endémique du nord-est de l'Australie.

## Description
Eucalyptus melanophloia est un arbre petit ou moyen, quelquefois un mallee, qui atteint généralement une hauteur de 20–25 m (66–82 ft) et forme un lignotuber.
Son écorce est rugueuse et dure gris foncé à noire sur le tronc et les branches.
Son houppier est généralement composé de feuilles juvéniles ternes, glauques, sessiles et opposées. Ses boutons floraux sont disposés par sept, ses fleurs blanches et ses fruits en forme de coupe plus ou moins hémisphérique.
Les jeunes plants et la repousse des taillis ont des feuilles généralement glauques, opposées, sessiles, rondes à ovoïdes ou en forme de cœur, de 20 à 100 mm de long et 13 à 100 mm de large. Les feuilles de la couronne sont généralement des feuilles juvéniles, opposées, sessiles, de la même couleur glauque terne des deux côtés, en forme d'œuf, de cœur ou de lance, longues de 35 à 90 mm et larges de 20 à 50 mm.
Les boutons floraux sont disposés aux extrémités des rameaux par groupes de sept sur un pédoncule ramifié de 5 à 15 mm de long. Les boutons individuels sont portés par des pédicelle de 2 à 9 mm de long. Les boutons matures sont ovales à losangés, longs de 5 à 6 mm et larges de 3 à 4. avec un opercule conique. La floraison a été constatée en janvier et février et de juin à août. Les fleurs sont blanches, le fruit est une capsule ligneuse en forme de coupe plus ou moins hémisphérique de 3 à 8 mm, aux valves légèrement en retrait par rapport à l'extrémité,,.

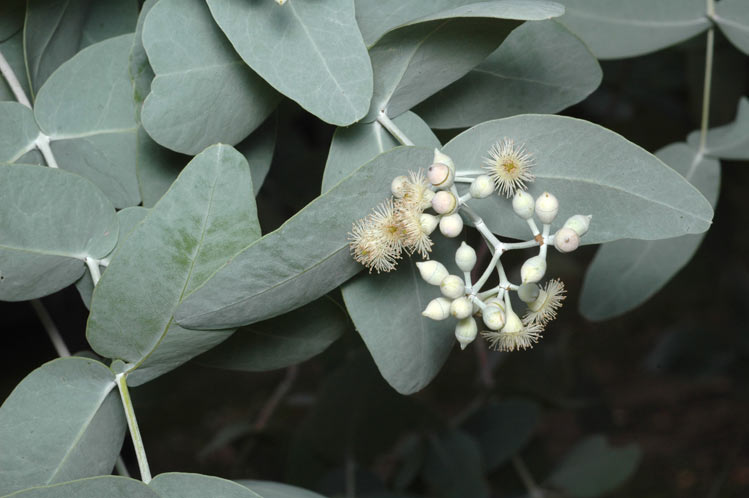
Groupes de boutons floraux.
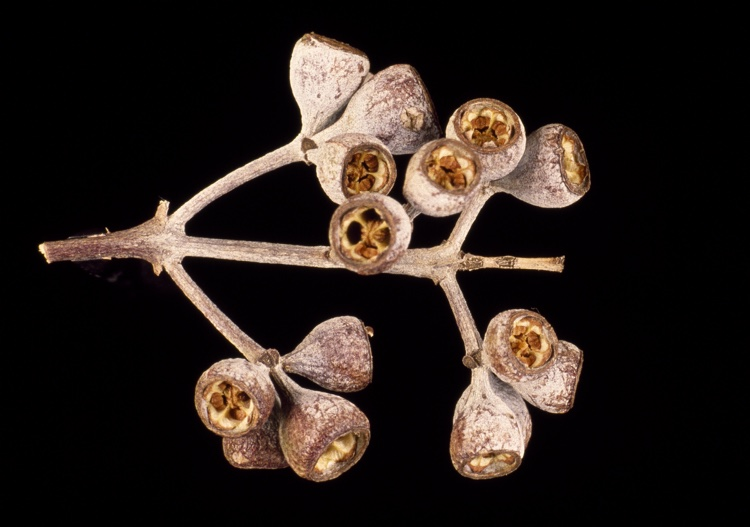
Fruits.

## Taxonomie et dénomination
Eucalyptus melanophloia a été formellement décrit pour la première fois en 1859 par Ferdinand von Mueller dans le Journal of the Proceedings of the Linnean Society, Botany,. Son épithète spécifique est dérivée des mots grecs anciens melas, génitif melanos (μέλας, génitif μέλανος), signifiant « noir », et phloios (φλοιός) signifiant « écorce ».

## Distribution et habitat
L'ironbark à feuilles argentées pousse dans les bois des plaines et des plateaux de la moitié est du Queensland au sud de Mareeba, à l'ouest de la Cordillère australienne en Nouvelle-Galles du Sud au nord de Dubbo et dans quelques endroits isolés du Territoire du Nord,.

## Statut de conservation
Cet eucalyptus est classé comme « moins préoccupant » selon la loi de 1992 sur la conservation de la nature (en) du gouvernement du Queensland.

## Galerie

Images d’Eucalyptus melanophloia.
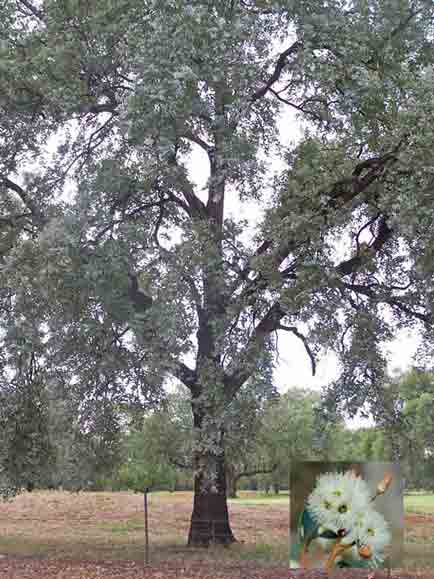
Arbre âgé.
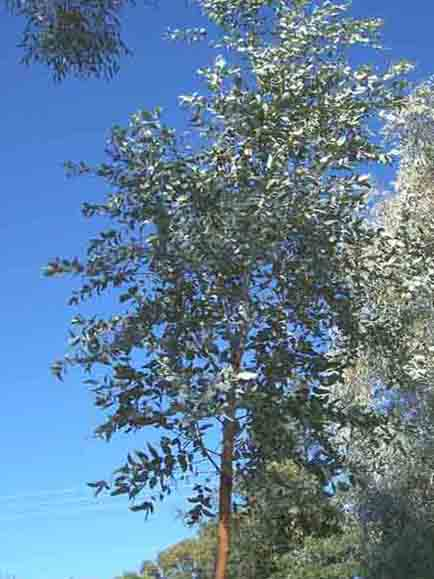
Jeune arbre.
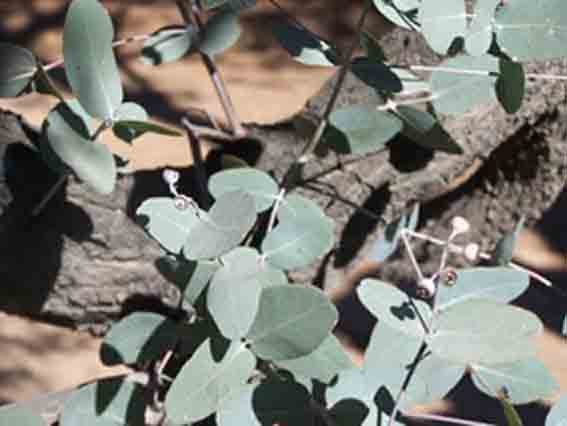
Feuilles.
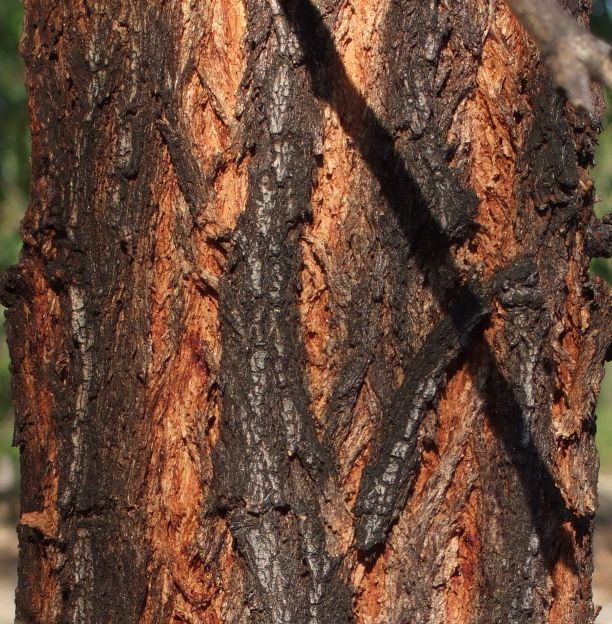
Écorce.
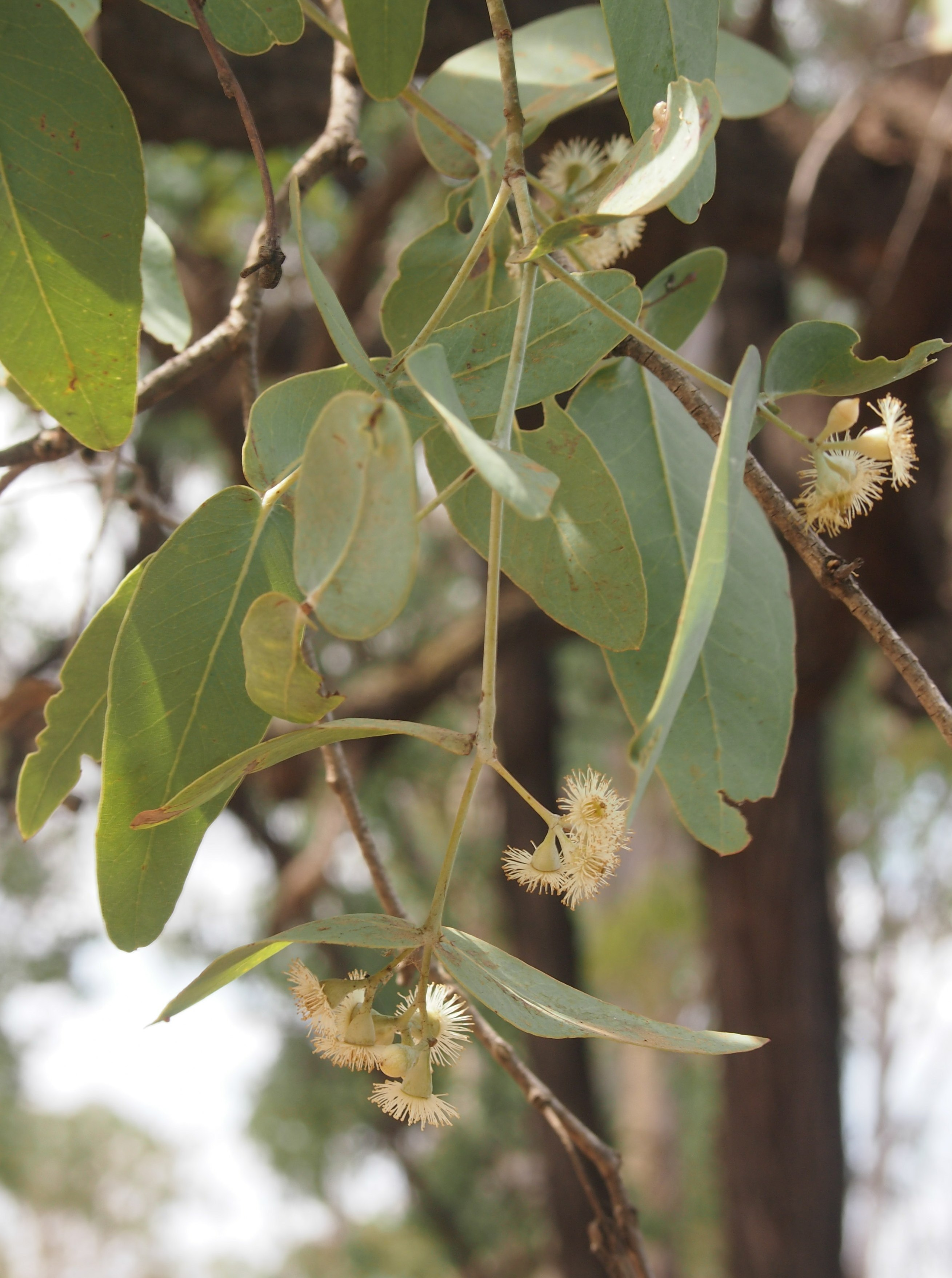
Fleurs et feuilles.